# Tarquinia
Tarquinia é uma comuna italiana da região do Lácio, província de Viterbo, com cerca de 15.162 (Cens. 2001) habitantes. Estende-se por uma área de 279,50 km², tendo uma densidade populacional de 54,25 hab/km². Faz fronteira com Allumiere (RM), Civitavecchia (RM), Montalto di Castro, Monte Romano, Tolfa (RM), Tuscania.

## História
Tarquinia (latim: Tarquinii; em etrusco, Tarch(u)na ou Tarchnal) era uma cidade próspera quando Demarato de Corinto trouxe para lá operários gregos. Era a principal cidade da Etrúria, e aparece no início da história de Roma como a casa de dois dos seus reis, Tarquínio Prisco e Tarquínio, o Soberbo. Diz-se que derivou muitos ritos e cerimónias da antiga Roma, e mesmo na época imperial, um colegiado de sessenta arúspices continuou a existir no local. O povo de Tarquinia e Veios tentou restaurar Tarquínio, o Soberbo ao trono após a sua expulsão.
Em 358 a.C. cidadãos de Tarquinia capturaram e condenaram à morte 307 soldados romanos: a guerra acabou em 351 com a trégua de quarenta anos, renovado por um período similar em 308. Tarquinia caiu sob o domínio romano no ano 281 a.C., sendo desconhecido quando se tornou município. Em 181 a.C. o seu porto, Graviscas (mod. Porto Clementino), em situação insalubre na costa baixa, tornou-se colónia romana, exportando vinho, pescas e coral. Não há muitos relatos do tempo dos romanos, continuando nas colinas acima da estrada costeira. Os autores clássicos mencionam o linho e as florestas do seu território extenso, e Tarquínio ofereceu a Cipião lonas para velas em 195 a.C. Um bispo de Tarquinia é mencionado em 456.
O local de origem da cidade etrusca de Tarquinia, conhecido como o "Civita", está localizado numa meseta a norte da cidade de hoje.

## Demografia
| Variação demográfica do município entre 1861 e 2011                               |
|                                                                                   |
| Fonte: Istituto Nazionale di Statistica (ISTAT) - Elaboração gráfica da Wikipedia |